# Norma Aleandro
Norma Aleandro, född 2 maj 1936 i Buenos Aires, är en argentinsk skådespelerska. Hon vann priset för bästa kvinnliga skådespelare vid filmfestivalen i Cannes 1985 för De försvunnas barn. För Gaby från 1987 nominerades hon till både Oscar och Golden Globe för bästa kvinnliga biroll. 1985 spelade han i  De försvunnas barn, en argentinsk film som vann en Oscar för bästa utländska film 1986.

## Filmer i urval
- Operation massaker (1973)
- De försvunnas barn (1985)
- Gaby (1987)
- Cousins (1989)
- Den kritiska punkten (1990)
- Brudens son (2001)
- Cama adentro (2004)
- Anita (2009)
- El jardín de bronce (2016)